# Lista över intelligenta varelser i Star Wars
Denna artikel handlar om olika arter i det fiktiva Stjärnornas krig-universumet.

## Humanoider

### Abyssiner
Abyssinerna befolkar planeten Byss. De är en nomadisk ras, som ofta beskrivs som "råbarkade och brutala." De är humanoider med långa lemmar, väderbiten hud och ungefär två meter långa. De är enögda, med ett stort öga, vars ögonspringa dominerar den grönfärgade pannan, vilket gett dem smeknamnet ”cykloper”. Abyssinerna har en god läkförmåga och kan även regenerera kroppsdelar.

### Bothan
Bothaner är en art rymdvarelser från Stjärnornas krig. De nämns i filmen Jedins återkomst, men förekommer inte någonstans i filmserien på bild. De är ungefär 1,5 meter höga och har sitt ursprung på planeten Bothawui.

### Duloker
Duloker är en ras av varelser som i filmsviten Stjärnornas krig lever på skogmånen Endor.

### Ewoker
Ewoker är små varelser som lever på skogsmånen Endor i Stjärnornas krig-universumet.
Ewokerna dök först upp i den avslutande Star Wars-filmen av den första trilogin, Jedins återkomst, även känd som Star Wars: Episod VI - Jedins återkomst, (1983).

### Gunganer
Gunganer är ett fiktivt och amfibiskt folkslag som bor i undervattensstäder på planeten Naboo i Stjärnornas krig-filmerna. Exempel på gunganer är Jar Jar Binks, kapten Tarpals och Boss Nass. 

### Jawa
Jawor (även Jawas) är ett litet folk som bor på planeten Tatooine i Stjärnornas krig-universumet. De är vanligtvis 3-5 fot höga (0,9-1,5 meter).

### Miraluka
Miraluka är en väldigt människolik humanoid ras som huvudsakligen existerar i Knights of the Old Republic som är naturligt blinda och kan endast se genom Kraften. 

### Mirialian
Mirialianer är väldigt lika människor men har två speciella kännetecken: mirialianer har en tatuering någonstans i ansiktet, till exempel under ögonen. Mirialianer har en lite ljusgrön hud.

### Mon Calamari
Mon Calamari är både namnet på ett folkslag och på människornas namn på planeten Dac, båda kommer från Stjärnornas krig-världen. Mon Calamari är humanoider som kan andas under vatten och på land. De delar sin hemplanet tillsammans med folkslaget Quarren. Mon Calamari hjälpte rebellerna under kriget mot Imperiet.

### Quarren
Quarren är en ras vattenlevande humanoider som lever på planeten Mon Calamari i Stjärnornas krig-universumet.

### Rodian
Rodian är varelser från Stjärnornas krig-universumet. Rodian är en väldigt aggressiv art och har väldigt stor tradition inom prisjakt. 

### Sandfolket
Sandfolket (en: Sand People eller Tusken Raiders) är infödingar på planeten Tatooine hämtat från Stjärnornas krig-universumet. De förekommer i flera sammanhang i Stjärnornas krig-sagan:
- I episod I - Det mörka hotet (The Phantom Menace) förekommer de när Anakin Skywalker kör podracing.
- I episod II - Klonerna anfaller (Attack of the Clones) har de tagit Anakin Skywalkers mamma Shmi Skywalker tillfånga.
- I Stjärnornas krig (A New Hope) blir Luke Skywalker anfallen av en Tuskenjägare och Obi-Wan Kenobi skrämmer iväg dem.

### Wookiee
Wookiees är en ras som är större än människor. De är runt 2 meter långa och är täckta med päls. En känd wookiee är Chewbacca.

### Zabrak
Zabrak är en humanoidras som har horn på huvudet, en del zabraks har tatueringar i ansiktet, Darth Maul från Episod I är en av dem.

## Andra grupper

### Aleena
Aleena är en ras hör, precis som namnet antyder, hemma på planeten Aleen. De är kortvuxna, tjocka och med korta lemmar och har en vaggande gång. De har hög ämnesomsättning och exceptionella reflexer och har en utvecklad krigarkultur.

### Anx
Anx är stora, ödleliknande varelser från planeten Gravlex Med. De är genomsnittligen fyra meter långa, med långa, tjocka svansar. Till de kända anxer hör senatorerna Horox Ryyder och Zo Howler och den kvinnliga jediriddaren Madurrin.

### Boga
Boga är en reptilliknande varelse som förekommer i Star Wars: Episod III - Mörkrets hämnd. Boga rids av Obi-Wan Kenobi vid hans strid mot General Grievous..

### Opee
Opee är ett monster i havet på planeten Naboo. Den sitter fastklamrad vid klippor och lockar till sig byten med ett lockbete på huvudet.

### Rancor
Rancor är ett monster som förekommer i Episod VI. Det är ett monster som Jabba the Hutt fångade och har i sitt palats på planeten Tatooine. Från hans tronsal kan han släppa ner offer genom en fallucka.

### Sarlacc
Sarlacc är ett fiktivt monster som är med i Episode VI. Sarlacc finns i öknen utanför staden Mos Eisley på planeten Tatooine. Det är nedgrävt i öknen där denne lever på byten som den med sina tentakler drar in i sin mun. 

### Tauntaun
Tauntaun fiktivt riddjur i Stjärnornas krig. Två meter stora riddjur som äter växter och som lever på planeten Hoth.

### Wampa
Wampa är ett djur som påminner om en bigfoot och lever på snöplaneten Hoth. Deras vanligaste byte är Tauntauns men de anfaller även andra varelser om tillfälle ges.

### X'tingv
X'ting är en insektsliknande art på planeten Cestus, som skiftar kön vart tredje år. De förekommer i romanen The Cestus Deception (2004) av den amerikanske science fiction-författaren Stephan Barnes i serien om Clone Wars.

### Xexto
Xexto är korta varelser (högst 1,3 meter höga) med långa halsar och sex armar, varav två fungerar som ben. De utvecklades på planeten Troiken. Några exempel på framstående Xexto-individer är Pocracer-piloten Gasgano, och Jedi-mästaren Yarael Poof.

### Fotnoter
1. ↑  Eric Cagle, Cory J. Herndon, Michael Mikaelian, Steve Miller, Owen K. C. Stephens, Jo Wiker (april 2003) (på engelska). Star Wars Ultimate Alien Anthology. sid. 7. https://view.publitas.com/33449/253556/pdfs/fcc6d6f1fac2b010d0b21226aa2134c45dc0bf09.pdf?response-content-disposition=attachment%3B+filename%2A%3DUTF-8%27%27My%2520publications%2520-%2520Star%2520Wars%2520-%2520D20%2520-%2520Ultimate%2520Alien%2520Anthology.pdf. Läst 31 augusti 2015
2. ↑  Fernando Bueno (2008) (på engelska). Star Wars: The Force Unleashed Prima Official Game Guide. Prima Games, Roseville. sid. 16
3. ↑  ”Star Wars: Databank|Mon Calamari” (på engelska). Lucasfilm. http://www.starwars.com/databank/mon-calamari. Läst 25 augusti 2015.
4. ↑  ”Star Wars: Databank|Quarren” (på engelska). Lucasfilm. http://www.starwars.com/databank/quarren. Läst 25 augusti 2015.
5. ↑  ”Star Wars: Databank|Tusken Raiders” (på engelska). Lucasfilm. http://www.starwars.com/databank/tusken-raiders. Läst 25 augusti 2015.
6. ↑  ”Star Wars: Databank|Wookies” (på engelska). Lucasfilm. http://www.starwars.com/databank/species/wookiee/index.html. Läst 12 augusti 2015.
7. ↑  ”Star Wars: Databank|Aleena” (på engelska). Lucasfilm. http://www.starwars.com/databank/aleena. Läst 31 augusti 2015.
8. ↑  ”Boga” (på engelska). Star Wars Databank Boga. http://www.starwars.com/databank/boga. Läst 3 januari 2009.